# 雨風太陽
株式会社雨風太陽（あめかぜたいよう、Ame Kaze Taiyo. Inc）は、東京都渋谷区に本社を置く日本の企業。

## 概要
2015年2月に株式会社KAKAXIとして岩手県花巻市にて設立。2016年9月に農産物や魚介類などの産地直送アプリである「ポケットマルシェ」の配信を開始。他にも、食材付き情報誌である「東北食べる通信」の発行や、親子向け地方留学プログラムなども手掛けている。
本社機能は東京都渋谷区に置かれているが、登記上の本店は花巻駅構内に置かれている。

## 沿革
- 2015年2月 - 株式会社KAKAXIとして設立。
- 2016年
  - 3月 - 株式会社ポケットマルシェへ商号変更。
  - 6月 - 東京都中央区に東京オフィスを開設。
  - 9月 - 農産物や魚介類などの産地直送アプリである「ポケットマルシェ」の配信を開始。
- 2019年3月 - 東京オフィスを東京都渋谷区へ移転。
- 2020年4月 - NPO法人東北開墾より東北食べる通信事業を、一般社団法人日本食べる通信リーグより日本食べる通信リーグ事業をそれぞれ事業譲受。
- 2021年9月 - ふるさと納税サイトである「ポケマルふるさと納税」をリリース。
- 2022年
  - 4月 - 株式会社雨風太陽へ商号変更。
  - 6月 - 旅行業登録。
  - 7月 - 「ポケマルおやこ地方留学」をリリース。
- 2023年12月 - 東京証券取引所グロース市場へ株式を上場[5][6]。

## テレビ番組
- 日経スペシャル カンブリア宮殿 テレ東経済WEEK グローバルの終焉、ローカルの覚醒（2022年11月10日、テレビ東京）[7]

## 書籍

### 参考書籍
- 『だから、ぼくは農家をスターにする 「食べる通信」の挑戦』（著者:高橋博之）（2015年6月1日、CCCメディアハウス）ISBN 4484152126
- 『都市と地方をかきまぜる 「食べる通信」の奇跡』（著者:高橋博之）（2016年8月1日、光文社）ISBN 4334039367
- 『人口減少社会の未来学』（編集:内田樹、著者:池田清彦 井上智洋 小田嶋隆 姜尚中 高橋博之 ほか全11名）（2018年4月1日、文藝春秋）ISBN 4163908323 - 21世紀末、日本の人口が約半数になる⁉　この大きな変化に対して私たちは何をなすべきか。十一人の識者による未来の処方箋。
- 『共感資本社会を生きる 共感が「お金」になる時代の新しい生き方』（共著者:高橋博之 新井和宏）（2019年11月15日、ダイヤモンド社）ISBN 4478109338
- 『人と食材と東北と つくると食べるをつなぐ物語『東北食べる通信』より』（監修:高橋博之）（2021年5月6日、オレンジページ）ISBN 9784865934267